# Monoparèsia
La monoparèsia és la parèsia d'un sol membre. Quan el grau d'afectació és complet (paràlisi) llavors s'anomena monoplegia.